# Tapinotaspoides tucumana
Tapinotaspoides tucumana är en biart som först beskrevs av Joseph Vachal 1904.  Tapinotaspoides tucumana ingår i släktet Tapinotaspoides och familjen långtungebin. Inga underarter finns listade i Catalogue of Life.